# Aleksej Konstantinovitj Tolstoj
Aleksej Konstantinovitj Tolstoj (russisk: Алексей Константинович Толстой) (født 5. september 1817 i St. Petersborg, død 10. oktober 1875) var en russisk forfatter. Han var en fætter til den langt mere berømte Leo Tolstoj.